# Strumigenys dyseides
Strumigenys dyseides  (лат.) — вид мелких муравьёв из трибы Attini (ранее в Dacetini, подсемейство Myrmicinae). Южная Америка.

## Распространение
Южная Америка (Колумбия).

## Описание
Мелкие дацетиновые муравьи, обитающие в тропических лесах. Длина желтовато-коричневого тела около 2 мм. Длина головы (HL) 0,45 мм, ширина головы (HW) 0,34 мм, головной индекс (CI) 76, длина скапуса (SL) 0,28 мм.Все лопатовидные или ложковидные волоски верхней части головы изогнуты вперед. На первом тергите брюшка только длинные жгутиковидные волоски. Мезонотум без пары отстоящих волосков. 
Голова треугольной формы вытянутая острым концом вперёд и с выемкой в задней части. Мандибулы длинные с зубцами у вершины. Фасеточные глаза мелкие. Заднегрудка угловатая. Губчатая структура на постпетиоле и в основании брюшка развита, но отсутствует на вентральной стороне петиоля. Стебелёк между грудкой и брюшком состоит из двух члеников: петиолюса и постпетиолюса (последний четко отделен от брюшка), жало развито, куколки голые (без кокона). Специализированные охотники на коллембол.
Вид был впервые описан в 2000 году британским мирмекологом Барри Болтоном. Близок к видам S. gytha, S. ruta, S. skia и S. quadrua из видовой группы Strumigenys silvestrii species group, к которой он и сам относится.